# Făurești, Maramureș
Făurești (maghiară Kováskápolnok, Kovás-Kápolnok, Kápolnok, Kovácskápolnok, Feuresty, Kovácsfalva) este un sat în comuna Copalnic-Mănăștur din județul Maramureș, Transilvania, România.

## Istoric
Prima atestare documentară: 1405 (Kawachfalva). 

## Etimologie
Etimologia numelui localității: din n. grup făurești < n. fam. Faur (< apelativul faur „fierar" < lat. faber, fabri, fabrum) + suf. -ești. 

## Demografie
La recensământul din 2011, populația era de 819 locuitori. 

## Personalități locale
- Pamfil Bilțiu (n. 1939), folclorist. Vol. Poezii și povești populare din Țara Lăpușului (1990), Făt-frumos cel înțelept (1994), Sculați, sculați, boieri mari. Colinde din Maramureș (1996), Izvorul fermecat (1999), Folclor din Țara Maramureșului (2005) etc.
- Ioan Leș (n. 1947), jurist, deputat, decan al Facultății de Drept „Simion Bărnuțiu” din Sibiu, ambasador al României în Venezuela, Jamaica, Haiti.